# A Cold-Blooded Epitaph
A Cold-Blooded Epitaph er en ep af det melodiske dødsmetal-band The Black Dahlia Murder der blev udgivet i maj 2002 gennem Lovelost Records.
"The Blackest Incarnation" og "Closed Casket Requiem" blev senere udgivet på deres debutalbum Unhallowed der udkom året efter.
"Paint it Black" er en coversang af The Rolling Stones der var med på ep'en som et skjult spor.

## Numre
1. "The Blackest Incarnation" – 4:43
2. "Closed Casket Requiem" – 4:41
3. "Burning the Hive" – 4:00
4. "Paint it Black" (Rolling Stones cover) – 2:34